# Orhan-Gazi-Moschee

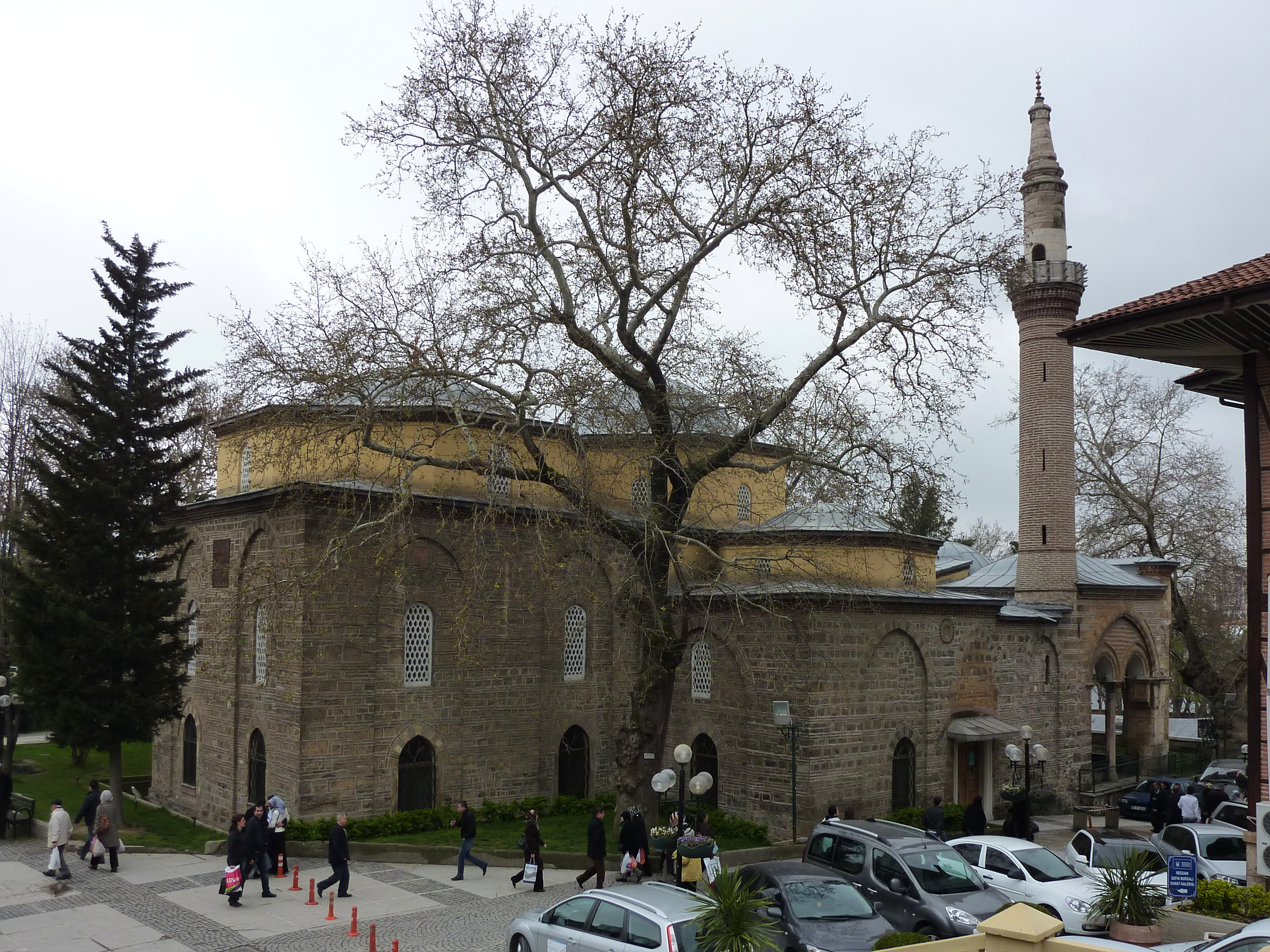
Ansicht von Südosten (2011)

Die Orhan-Gazi-Moschee (türkisch Orhan Gazi Camii), auch Orhan-Moschee (türkisch Orhan Camii), ist eine bedeutende frühosmanische Moschee in Bursa. Der ursprünglich 1339/40 von Sultan Orhan I. gegründete Bau wurde bei der Belagerung durch den Karamaniden Mehmed Bey zerstört. Der heutige Bau stammt wohl im Wesentlichen aus der Zeit des Wiederaufbaus unter Sultan Mehmed I. 1417/18.

## Beschreibung
Der Bau ist vom vereinfachten Bursa-Typ, das heißt er besteht aus vier überkuppelten Räumen, die zu einer T-Form zusammengesetzt sind. Drei Räume liegen in einer Reihe, während der vierte dem mittleren der drei in Qibla-Richtung vorgesetzt ist. Im Gegensatz zum komplexeren Bursa-Typ wird auf Nebenräume zwischen dem Raum für den Mihrab und den Seiten-Liwanen verzichtet. Den drei überkuppelten Räumen ist im Norden eine schmale Durchgangshalle mit Nebenräumen (mit Treppe zum Minare) vorgelagert, sowie eine fünfjochige Vorhalle. Der Dekor im Außenbereich weist byzantinisierende und gotisierende Elemente auf.

Bedeutendster Teil der Ausstattung ist der Mihrab aus dem 14. Jahrhundert.

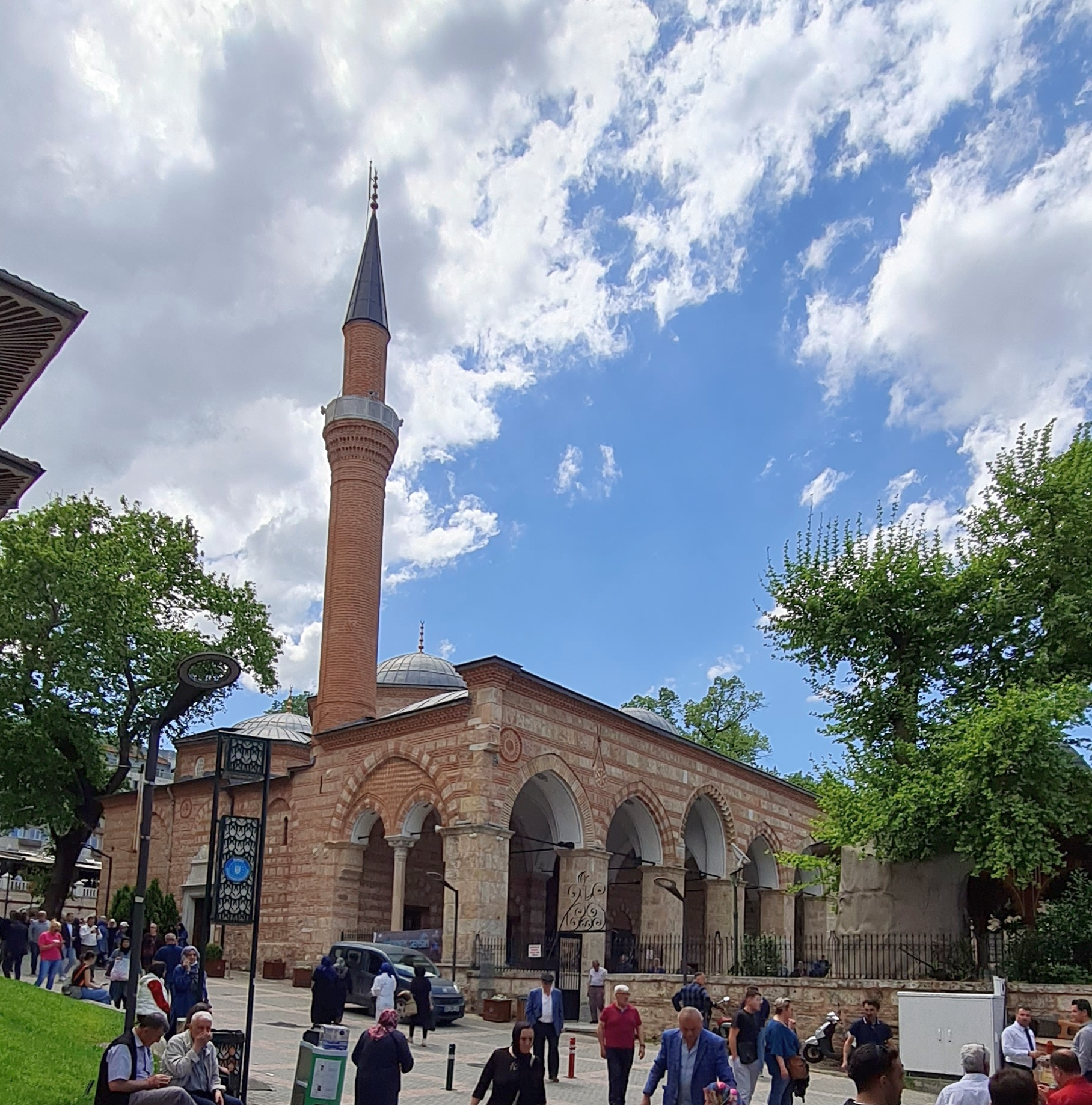
Ansicht von Nordosten
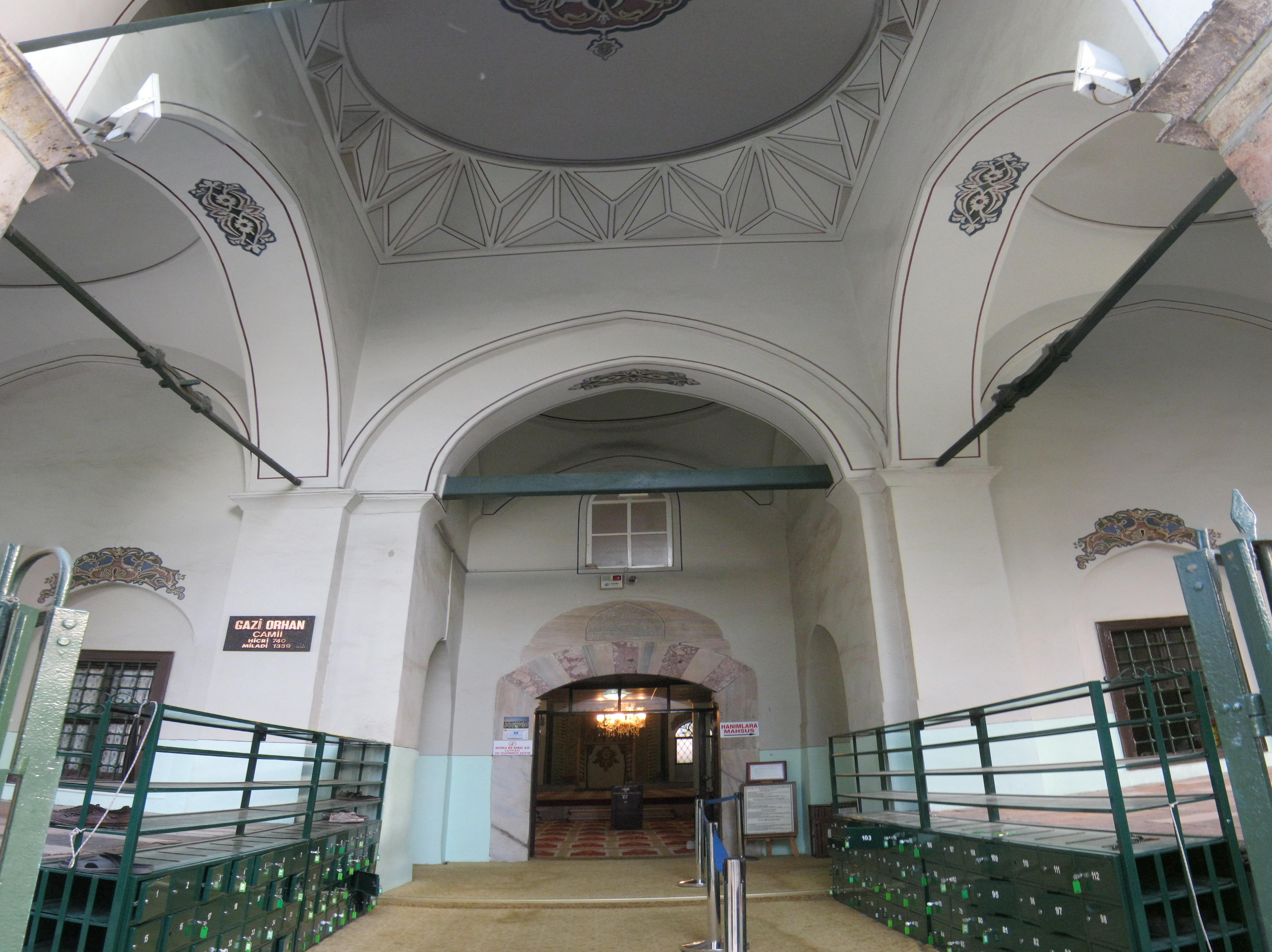
Vorhalle nach Süden
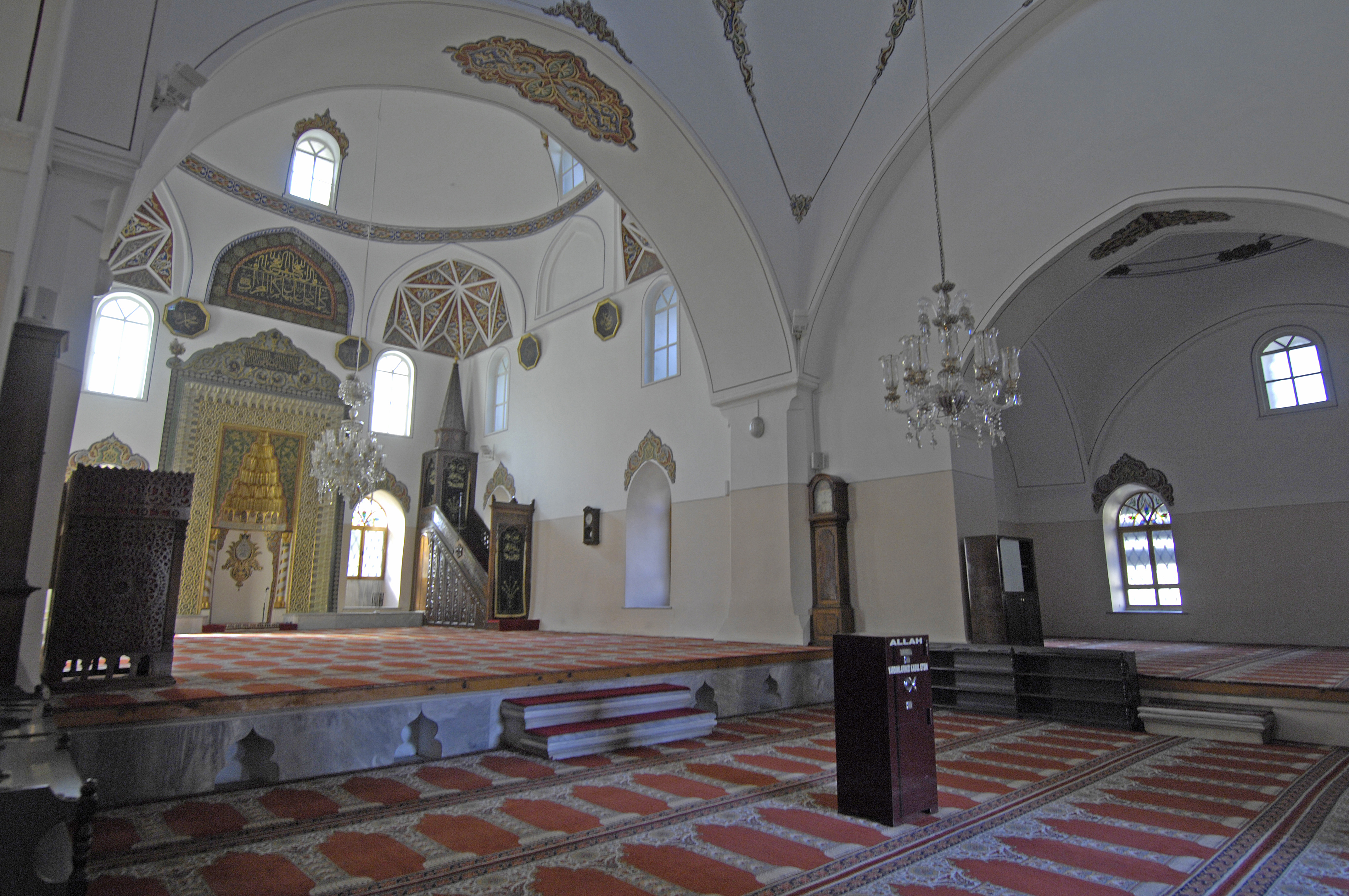
Hauptraum nach Südwesten
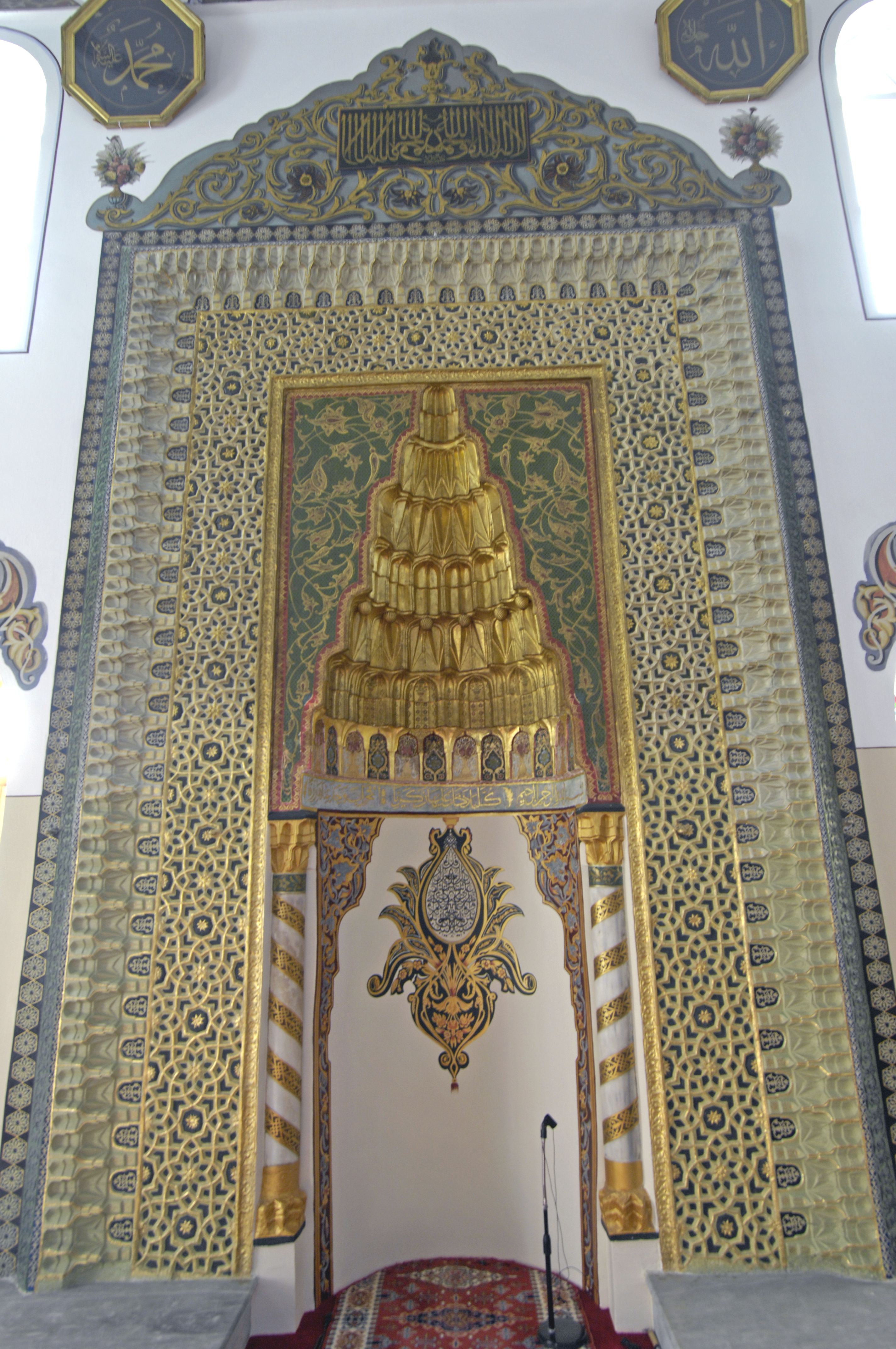
Mihrab
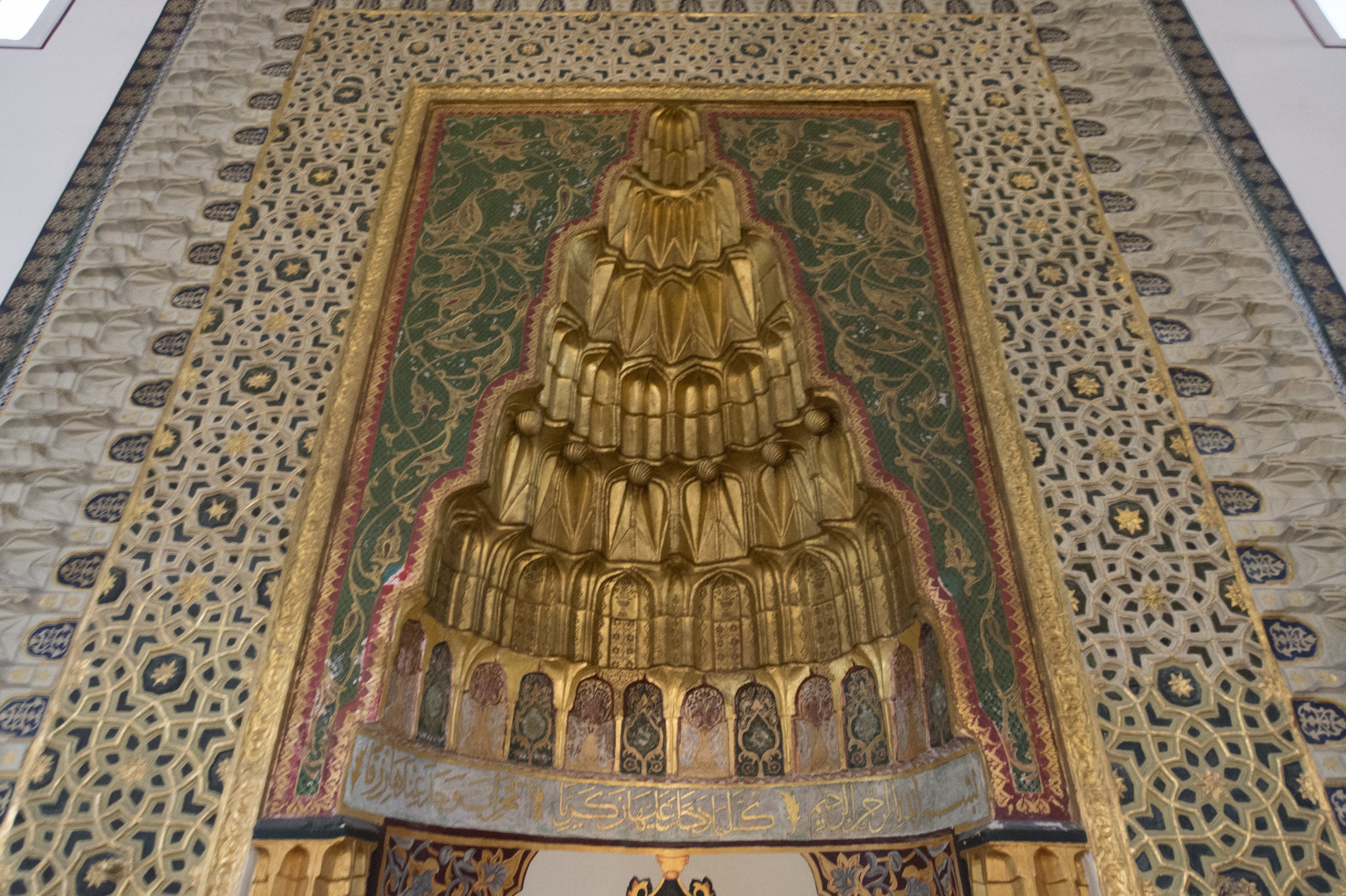
Muqarnas des Mihrab

## Architektur

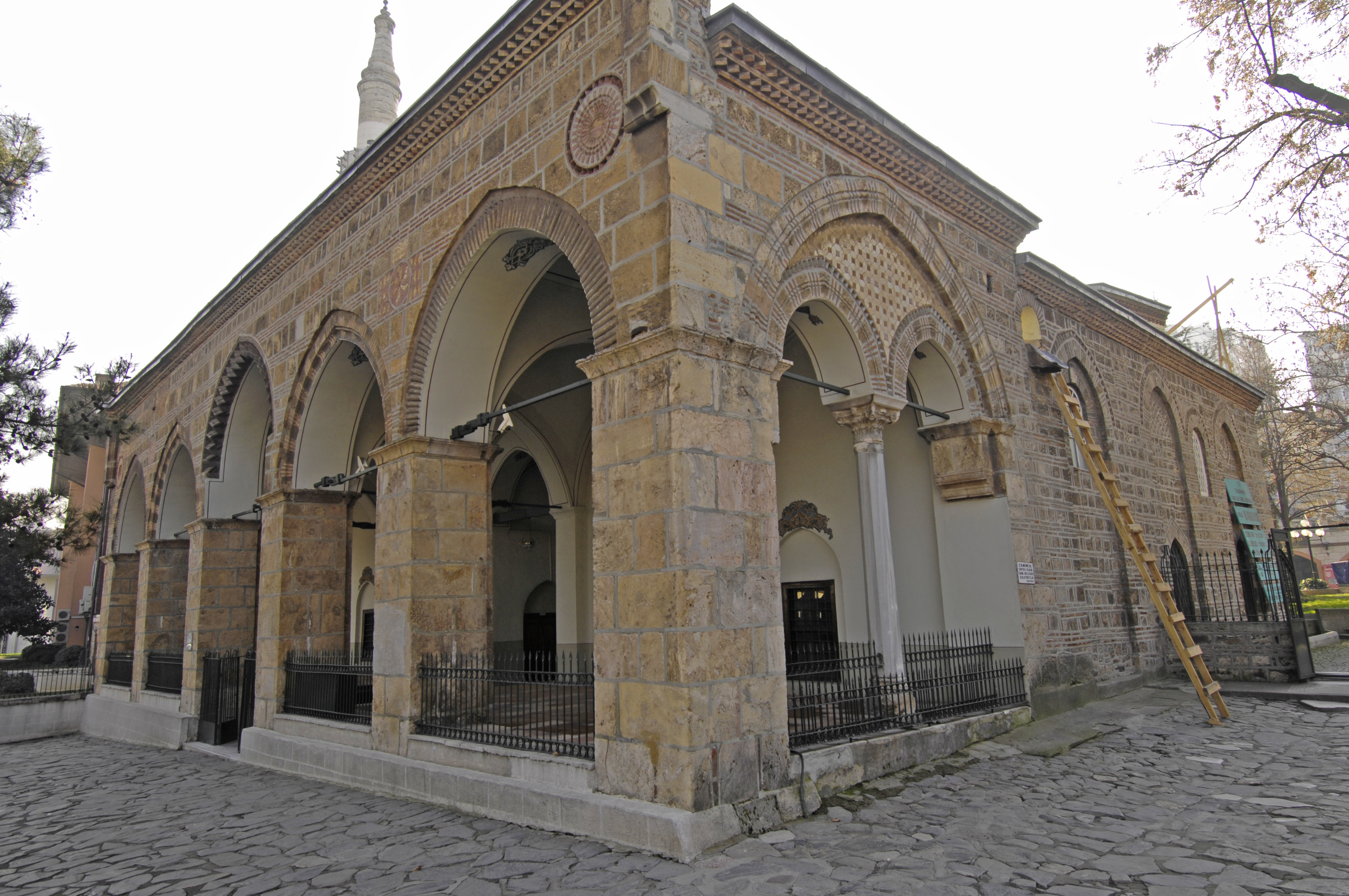
Vorhalle von Nordwesten mit Rundornamenten und gotisierenden Bogenprofilen (2006)

Das Bauwerk weist eine Reihe von byzantinisierenden Elementen in der Dekoration auf: Kästelmauerwerk, doppelreihiger Zahnfries mit über Eck gelegten Ziegeln, das Rautenmuster in der seitlichen Doppelarkaden der Vorhalle, die Rundornamente in den Bogenzwickeln der Vorhalle und die Blendbögen der Seitenliwane. Die Rundornamente kommen etwa bei der Nebenkirche des Pammakaristos-Klosters in Istanbul (1315) vor und sind erstmals für die Nilüfer Hatun İmaret in İznik (1388/89) und der Türbe Gülçiçek Hatuns (um 1400) in der osmanischen Architektur belegt.
Gotisierenden Bogenprofile wie an der Vorhalle finden sich ebenfalls bei der Großen Moschee von Bergama, dem Yıldırım Hamamı in Eski Cağa, der Firuz-Bey-Moschee in Milas (1396) oder der Çelebi-Moschee in Didymoticho und scheinen erst gegen Ende des 14. Jahrhunderts verwendet worden zu sein. Die Dekorformen sprechen daher für eine Datierung des heutigen Baus in die Zeit Mehmeds I. und nicht in die Zeit Orhans.

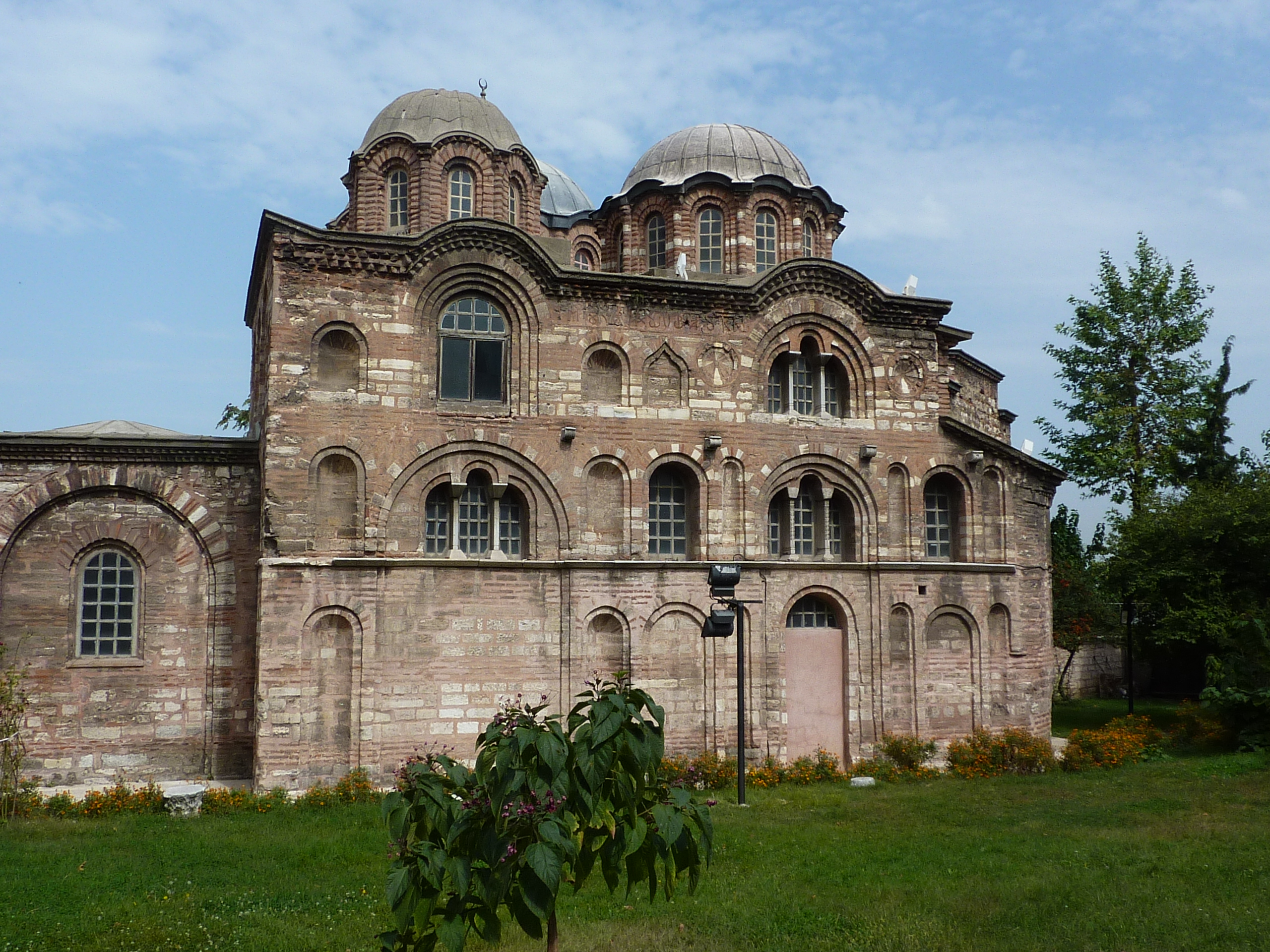
Pammakaristos-Kloster, Nebenkirche mit Rundornamenten
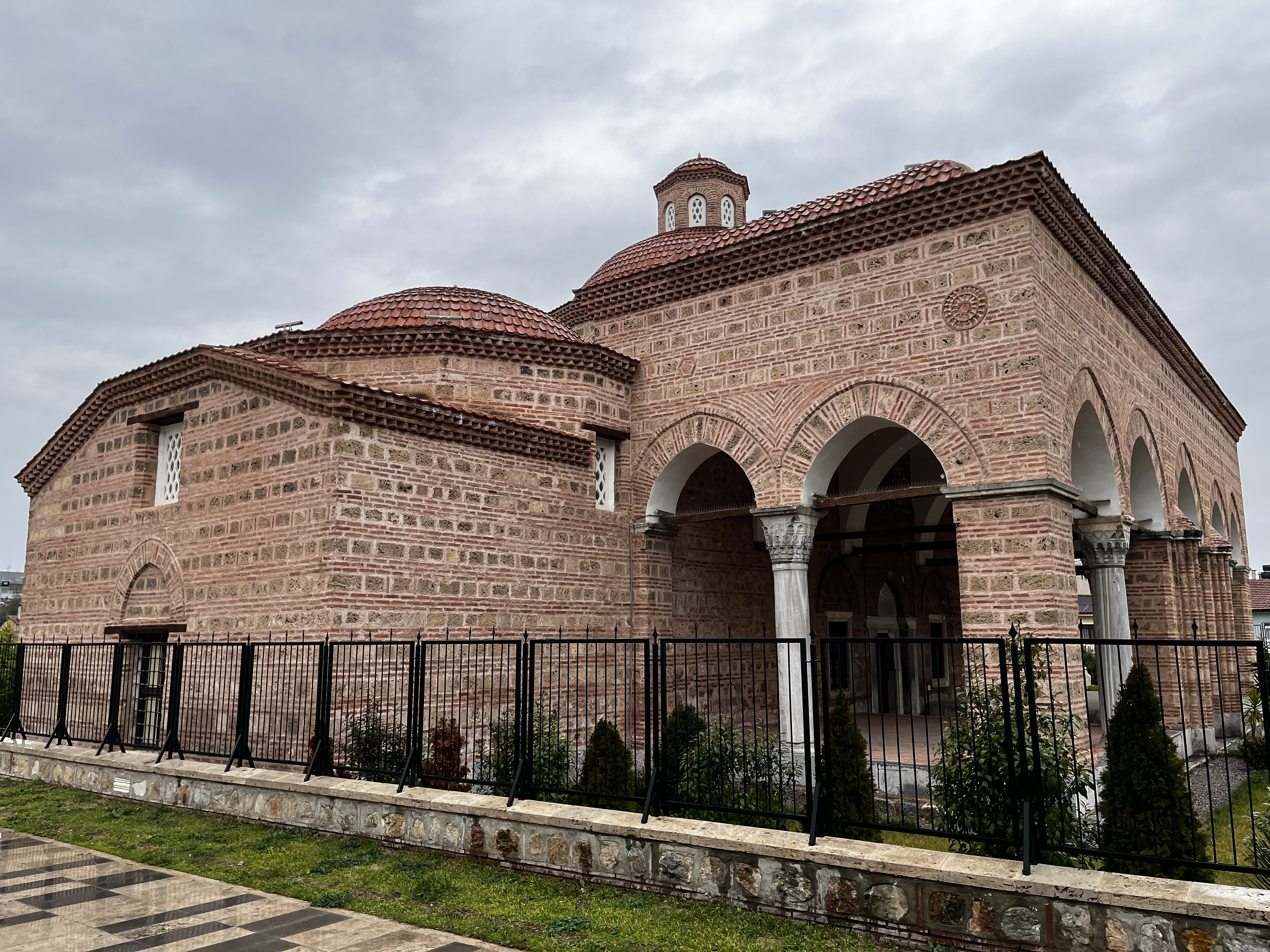
Nilüfer Hatun Imaret mit Rundornamenten
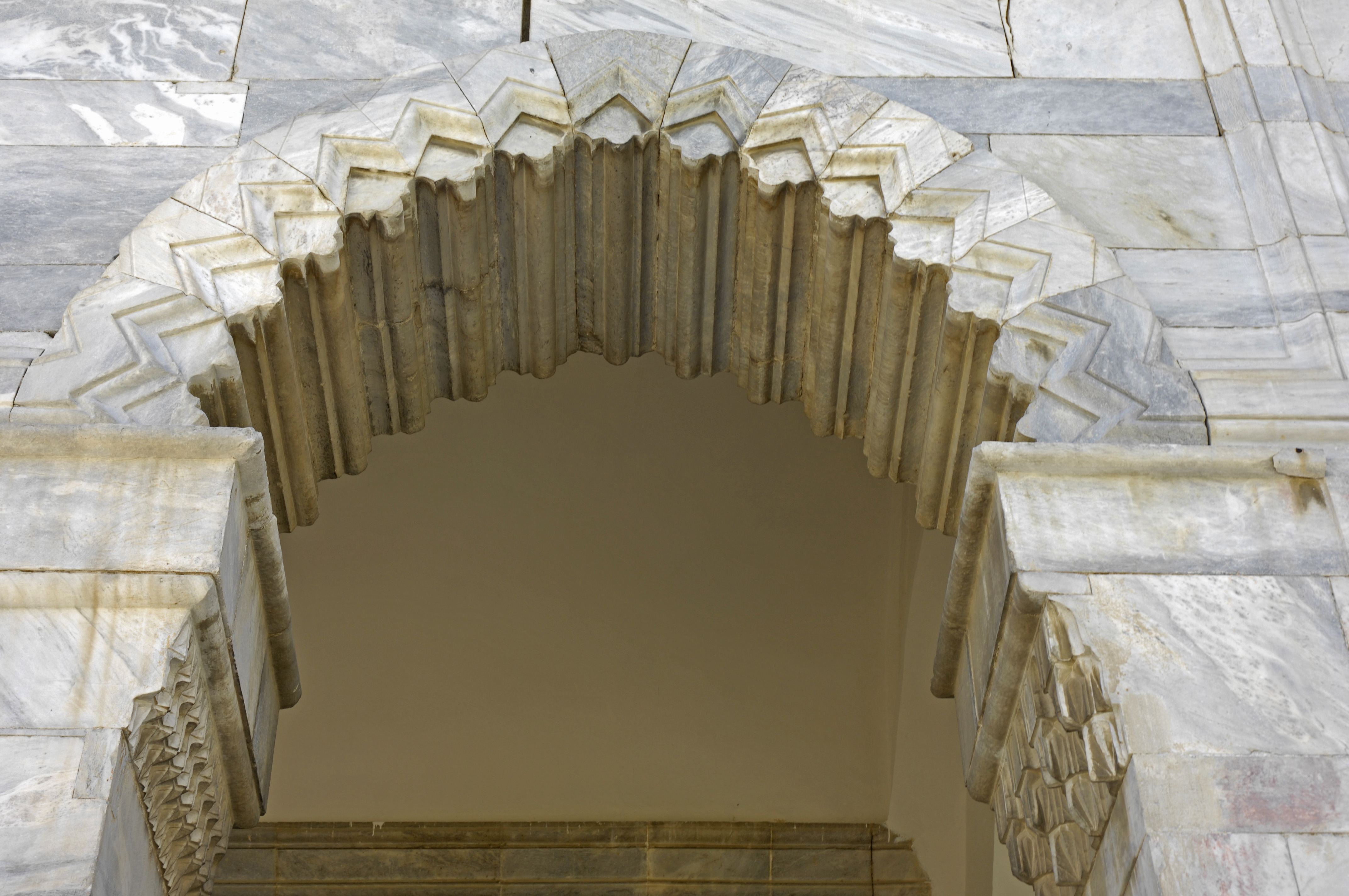
Gotisierendes Bogenprofil der Firuz-Bey-Moschee in Milas
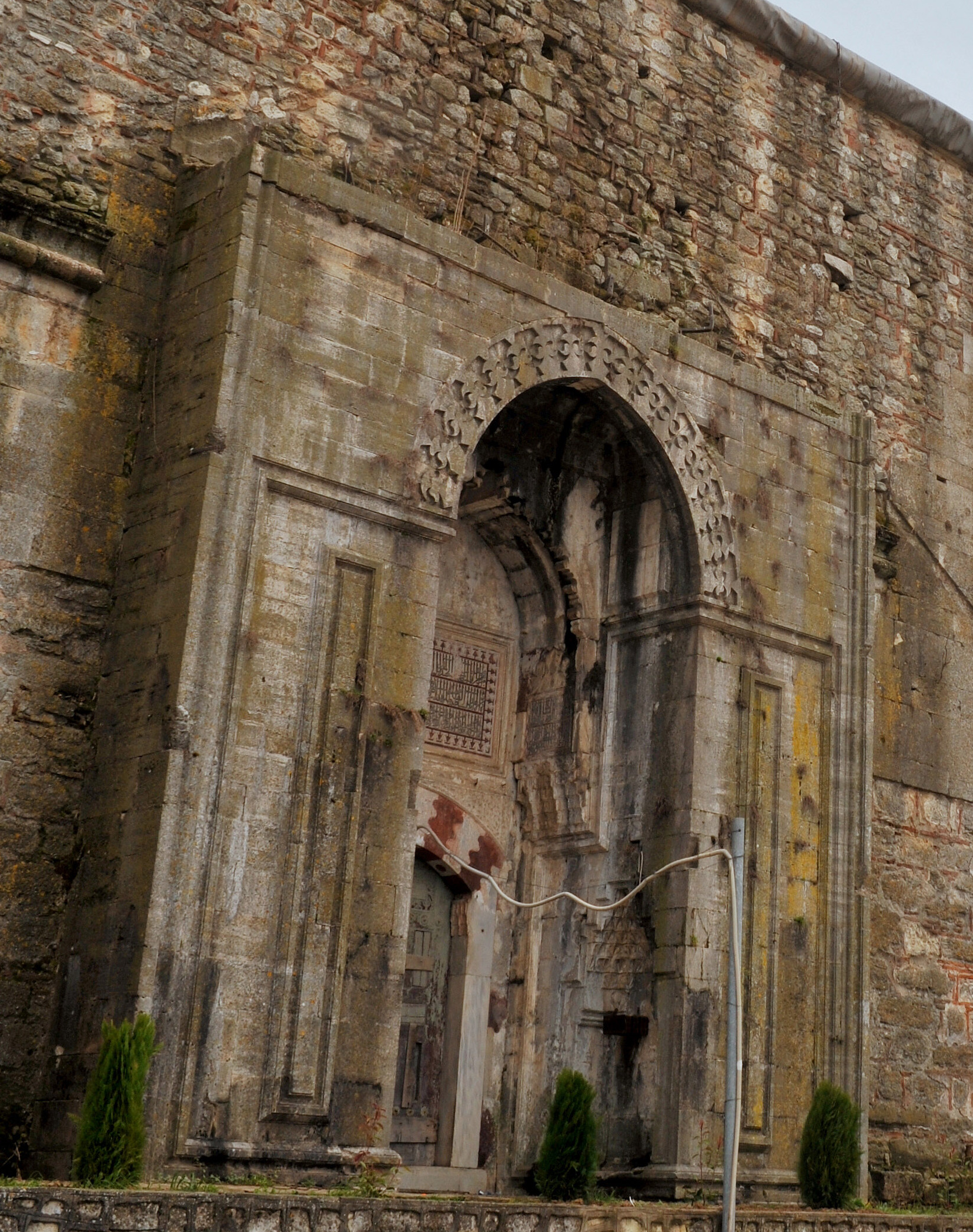
Gotisierendes Bogenprofil der Çelebi-Moschee in Didymoticho

## Geschichte
Nach Beschädigungen beim großen Erdbeben von 1855 wurde der Bau 1863/64 durch Léon Parvillé sowie 1909 restauriert.